# بن هاينه
بن هاينه (بالفرنسية: Ben Heine)، بن هين هو فنان بلجيكي متخصص فيالفن التشكيلي  وهو كذلك منتج موسيقى. اكتسب بن هين شهرة كبيرة في عام 2010 مع اختراعه شكلًا جديدًا من الفن تحت عنوان «قلم الرصاص في مواجهة الكاميرا» بن هين مصور ومصمم متميز، وله العديد من الأعمال الفنية وكذلك التصميمية-. بن هين هو أيضًا صاحب سلسلة الفن الأصلي التي يطلق عليها «فن الدوائر الرقمية» وكذلك «الأكريليك الحي».
وُلد بن هين في عام 1980 في دولة ساحل العاج، ويعمل ويقيم حاليًا في بلجيكا. حصل بن هين على درجة علمية في الصحافة، وعلم نفسه الرسم، والتصوير، وكذلك الموسيقى. لمعت إبداعاته في العديد من المجلات والصحف والكتب حول العالم ومنذ عام 2010، وأصبحت أعماله واحدة من الأعمال الأكثر شهرة في معارض الفنون والمتاحف في أوروبا، وآسيا، وكذلك روسيا. توقف بن هين عن الرسومات السياسية في عام 2009. هناك فيلم وثائقي عن أعماله
عُرض لأول مرة في عام 2012. لديه ابن وابنة.
بدأ هين إنتاج وتأليف الموسيقى في عام 2012، ويعزف الطبل وكذلك البيانو. يمتلك هين استوديو موسيقى منذ عام 2013- صدر الألبوم الموسيقي الأول لبن هين «دوامة الصوت» في نوفمبر من عام 2015. طوال حياته المهنية، أصبح بن هين سفيرًا للعلامات التجارية الشهيرة مثلسامسونج ومازدا.
و منذ عام 2007 بدأ الفنان فواز بمحاكاة أعماله الرقمية وأبدع في ذلك بكل احترافية

## الطفولة والتعليم
وُلد بن هين في عام 1983 فيأبيدجان، ساحل العاجحيث قضى السنوات السبع الأولى من حياته مع والديه وثلاث شقيقات. انتقلت عائلته للحياة في بروكسل، ببلجيكا، في عام 1990. كان والده يعمل كمهندس تجاري ووالدته كانت تعملمصممة رقصاتومعلمة رقص. بدأ هين الرسم وهو يبلغ من العمر 11 عامًا فقط. في ذلك الوقت، شغل شغفه بالفن المرئي جانبًا كبيرًا من اهتماماته.
بين عامي 1988 و2006، درس هين في العديد من البلدان المختلفة، بما في ذلك ساحل العاج، وبلجيكا، والمملكة المتحدة، وهولندا. ذهب بين إلى المدرسة الابتدائية نوتردام دي لا ترينيتيهبمدينة بروكسل. في سن المراهقة، بدأ بن في استكشاف الموسيقى، والرسم، وكتابة الشعر، وألعاب القوى. في عام 2007، حصل بن على درجة علمية في الصحافة من جامعة بروكسل الحرة، واستكمل دراسته في معهد الدراسات العليا التجارية بسوسة وجامعة أوتريخت للعلوم التطبيقية. قام بن بدراسة تاريخ الفن والنحت والرسم في جامعة هاستينغز للفنون والتكنولوجيا وكذلك في الأكاديمية الملكية للفنون الجميلة في بروكسل. وخلال فترة التدريب الأكاديمي، تعلم الآلات الموسيقية بما في ذلك الطبل، والطبل جام الأفريقي، والبيانو. دراسته وحبه للتواصل قاده إلى تعلم ست لغات مختلفة، الفرنسية والإنجليزية، والهولندية، والبولندية، والإسبانية والروسية.
منذ بداية عام 2007 وحتى نهاية عام 2009، عمل هين في مختلف المجالات لكسب العيش، بداية من عمله كمؤلف في وكالة الاتصالات ببلجيكا، ولاحقًا كمعلم في بعض المدارس المختلفة في أنحاء بروكسل. عمل أيضًا كصراف في متجر بقالة. على الرغم من شغله هذه الوظائف، ظلت أولويات بن دائماً تميل نحو المشروعات الإبداعية، فكان يقوم بالرسم والتصوير كل ليلة.
كان عام 2010 هو الأبرز في حياة هين، حينما بدأ العمل على الأعمال الفنية الرئيسية الخاصة به، مثل الرصاص في مواجهة الكاميرا، وفن الدوائر الرقمية. منذ عام 2010 حتى اليوم وأعمال هين الفنية تُعرض في العديد من معارض الفنون والمتاحف الرئيسية حول العالم. بداية من عام 2011، عمل هين على تطوير الأساليب الموسيقية التي يتبعها.

## الفن

### قلم الرصاص في مواجهة الكاميرا

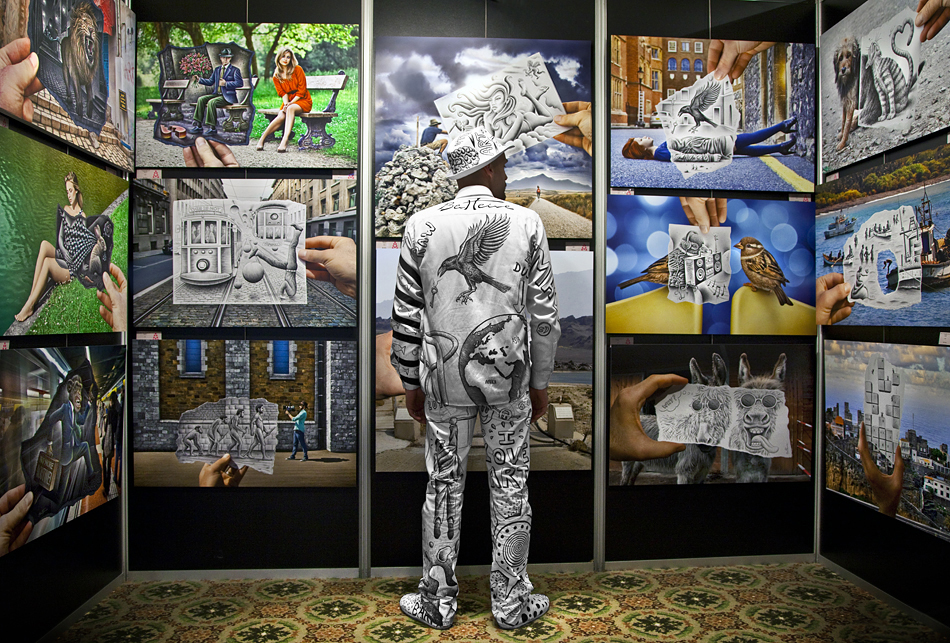
بين هين في معرض الفنون في بروكسل

الأعمال الفنية في هذه السلسلة عبارة عن رسومات يدوية ثنائية الأبعاد قام بتصويرها الفنان في موضع معين. تجمع تلك الأعمال بين التصوير والرسم لدمج مشاهد عادية مع أساليب سريالية أو بصرية أو رومانسية جديدة. استخدام خطوط الرصاص باليد على جزء محدد من الصورة الأصلية يسمح لهين بتحسين الواقعية وفتح الباب لذلك العالم التخيلي. يتبع هين هذا المفهوم المبتكر منذ عام 2012 بإضافة الألوان والورق الأسود إلى لوحاته. بين عامي 2010 و 2016، وإبداعات هين حاضرة في معارض الفنون ومحط أنظار العديد من الجرائد والصحف والمنافذ الإعلامية الشهيرة. سرعان ما أكتسب هين شهرة كبيرة على شبكة الإنترنت بفضل تحفته الفنية القلم الرصاص في مواجهة الكاميرا وحصل على بعض الانتقادات الإيجابية من المواقع المتخصصة في الفنون بجانبالتقاريرالإخبارية ومعارض الفنون الدولية.

بدأ المعلمون بالمدارس حول العالم في الاستفادة من المفهوم المبتكر الذي أدخله هين إلى عالم الفن لتدريب الأطفال على الإبداع. بعض المدارس العامة الابتدائية والثانوية تقوم بالفعل بتدريس مفهوم هين«قلم الرصاص في مواجهة الكاميرا» مثل «مدرسة بكين الدولية»،  و«كوليجيو مينور في كيتو»، و«جامعة دوفر»، و«مدرسة لامارتين»،  و«المدرسة دي سكوربيه كليرفو»،  و«مدرسة ريناودو»، و«كلية لا برويير سانت إيزابيل»، وغيرها. منذ عام 2012، العديد من الفنانين الآخرين استعاروا ابتكارات هين لخلق العديد من الرسومات الفنية ثلاثية الأبعاد الشبيهة 

### الأكريليك الحي

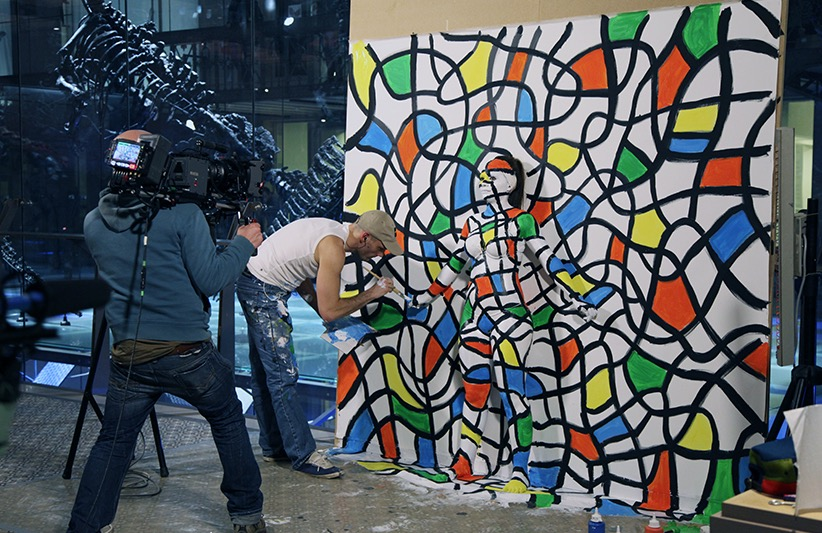
العرض المباشر للوحة الأكريليك الحي في متحف العلوم الطبيعية في بروكسل

بدأت هذه السلسلة في عام 2011، حيث بدأ هين في رسملوحات الأكريليكالمجردة على لوحات خشبية كبيرة. عند إلقاء النظرة الأولى على أعمال هين، من الصعب تحديد موضع انتهاء معرفة أين ينتهي رسم الشخص وأين تبدأ الخلفية من القماش، فكلاهما ممزوجان معًا في مشهد سريالي مجرد. يقوم هين بتصوير التكوين النهائي حتى يتمكن من طباعته وعرضه في وقت لاحق. قدم هين أول لوحة من لوحات «الأكريليك الحي» مع عارضة الأزياء كارولين ماديسون في عام 2011 لفيلم وثائقي قام بتصويره المخرج الإيطالي دافيدي جنتيل. بين عامي 2012 و 2015، قدم هين العديد من لوحات الأكريليك الحي الأخرى على الهواء مباشرة.

### الدوائر الرقمية

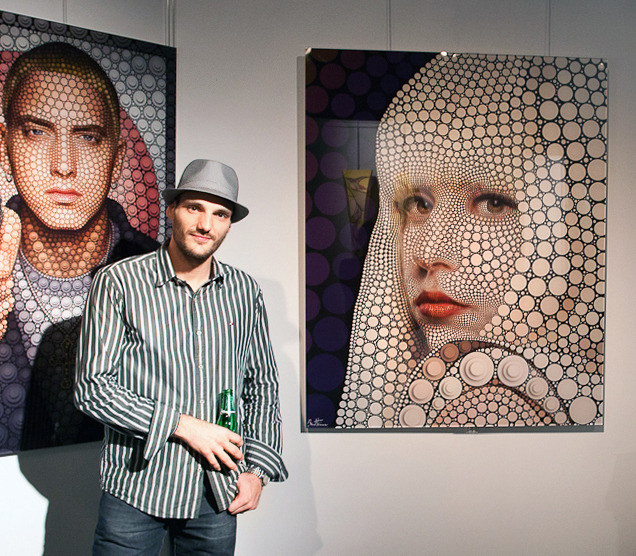
بن هين أثناء عرض الدوائر الرقمية

هذا هو الاسم الذي أطلقه هين على تقنية مبتكرة جديدة كليًا أطلقها لأول مرة في عام 2010. هذه التقنية مزيج بينفن البوبوالنقطية. في هذا المشروع، يقوم هين برسم لوحات للفنانين والمشاهير باستخدام أداة رقمية تقوم برسم الدوائر المسطحة على خلفية سوداء. يقول تريندز هانتر حول الدوائر الرقمية. لكل دائرة لون ونغمة منفردان: "من خلال استخدام برمجيات الرسومات والكثير من الإبداع، تمكن بن هين من خلق وجوه إبداعية من ثقافة البوب والتاريخ عبر رسم دوائر متعددة الأحجام والألوان بغية إعطائها مظهر دينامية وثلاثي الأبعاد". الفنان ذكر أنه يقوم برسم اللوحات منذ أكثر من 15 عامًا، ولكن لم يلبث إلى أن بدأ بتطوير هذا الأسلوب المبتكر."بينما كنت أعمل باستخدام هذه الأداة الرقمية مؤخرًا، بدأ الأمر بصورة طبيعية، فأنا معجب كبير بفن البوب والنقطية. فن الدوائر الرقمية هو مزيج
عصري بين الاثنين".

### المؤثرات
لقد تأثر هين بالسرياليةالبلجيكية، والتعبيرية الألمانية، وفن البوبالأمريكي،  والواقعية الاجتماعية. يقول عبدوزيزو حول هين: «معارض بن هين مليئة بالعديد من الأمور الرائعة التي تتنوع بين مختلف اتجاهات الفنون، مما يخلق تحف فنية في الطريق الذي تسير به»- قام هين بتصوير العديد من اللقاءات التلفزيونية لشرح فلسفته الفنية.

## الموسيقى
بدأ هين عزفالموسيقى الإلكترونية، وكتابة الأغاني، والغناءوالتلحين في عام 2011. يمتلك هين استوديو موسيقى في بلجيكا منذ عام 2012. في عام 2013، أدرج لحن هين الموسيقي «فلاي ويز يو» في الألبوم الجماعي "Mesh 1.0" الذي أطلقته شركة DMS في المملكة المتحدة. بين عامي 2013 و2014، عمل هين على تحسين معرفته في ممارسة الموسيقى النظرية والعزف على البيانو. في عام 2014، بدأ هين التعاون مع غيره من الموسيقيين والمغنين.
بحلول عام 2015، عزف هين الموسيقى على الجمهور للمرة الأولى في «القبة السماوية بالعاصمة موسكو»، في المتحف الوطني في أرخانجيلسك، وفي عام 2016 في متحف الفنون الجميلة تيومين في إطار معرضه الذي أقيم في روسيا. الألبوم التجريبي الأول لبن هين «دوامة الصوت» صدر في عام 2015. في مارس عام 2016، جرى اختيار الألحان الموسيقية التي ألفها «وورسو»، و«آي آم كلاون»، و«آمور»، و«اتس جاست أبلاي» بواسطة «ويكس ميوزك» لعزفها فيمهرجان الموسيقى SXSW.

## الرعاة والمعارض
منذ عام 2010 حتى عام 2013، تعمل عمل بن هير بالتعاون مع سامسونج كاميرا وأصباح أول «إيماجيلوجير» وهو عنوان برنامج أطلقته شركة سامسونج لاختبار كاميرات سامسونج الجديدة من قبل المصورين المحترفين دوليًا. عمل بن على التصوير بمختلف كاميرات وعدسات سامسونج الحديثة NX وكذلك مختلف عدسات تصوير سامسونج جالاكسي NX. شاركت شركة سامسونج بصورة جزئية في رعاية مشروعه باستخدام سامسونج نوت 10.1 في لشبونة في عام 2012 وكذلك معرض سولو في «مركز الفنون هياوا» في سيول في وقت لاحق في عام 2013.
في عام 2014، دخل هين في شراكة مع كرومالوكس. في عام 2015، عمل هين لدى شركة مازدا لإنشاء تصميم لإحدى السيارات، كما شارك في بعض الفعاليات. أصبح هين سفير شركة مازدا في بلجيكا، وفي هذا السياق، سافر إلى أتلانتا وبرشلونة لحضور فعاليات شركة مازدا هناك.
خلال عام 2016، تم عرض أعمال هين بالعديد من المعارض الدولية من اهمها: معرض كولورفيلد في بلجيكا وفرنسا، ومعرض اكبسبومانيا في روسيا، وآرت موفمنت في المملكة المتحدة، وويليام تشان ديزاين في هونغ كونغ، وINMD في كوريا الجنوبية، ومعرض ماهلشتات وإيكانفاس في الولايات المتحدة الأمريكية، تصميم، وكاري ديزاين في ألمانيا، ومعرض DCA وبيجراموف في بلجيكا. في عام 2016، كان هين من بين الشخصيات البلجيكية الأكثر تأثيرًا المشاركة في مشروع «أون ذا توايلايت» الذي أطلقته شركة سامسونج لاختيار الصور المميزة الملتقطة باستخدام هاتف سامسونج جالاكسي اس7 إيدج.